# HMNZS Hawea (P3571)
L'HMNZS Hawea (pennant number P3571) è un pattugliatore costiero della classe Lake della Regia Marina della Nuova Zelanda.

## Storia
Il pattugliatore litoraneo fu costruito a Whangārei dalla Tenix Defense tra il 2004 e il 2007 e si basa su una nave di ricerca e soccorso modificata per la Tanod Baybayin ng Pilipinas, con un diverso design della sovrastruttura, nella cui costruzione fu utilizzata la saldatura ad attrito, rendendo Donovan Group la prima azienda neozelandese a utilizzare la tecnica. La nave entrò in servizio per la Regia Marina il 1º maggio 2009. Il bastimento viene utilizzato principalmente per pattugliare le frontiere, proteggere la pesca, sorveglianza marittima, imbarco e abbordaggio, e compiti di ricerca e soccorso.
L'Hawea è la terza nave con questo nome a prestare servizio nella Royal New Zealand Navy e prende il nome dal lago Hawea.